# Palácio Maracaju
O Palácio Maracaju é um prédio histórico brasileiro localizado em Campo Grande, capital do Mato Grosso do Sul. O prédio foi tombado como patrimônio histórico pelo prefeito Nelson Trad Filho em 11 de julho de 2007.